# ایوان سوزانسکی
ایوان سوزانسکی (اوکراینی: Іван Михайлович Созанський؛ زادهٔ ۳۰ مارس ۱۹۹۴) بازیکن فوتبال است.
از باشگاه‌هایی که در آن بازی کرده‌است می‌توان به باشگاه فوتبال تورنتو اشاره کرد.